# アルバート・フレデリック・ママリー

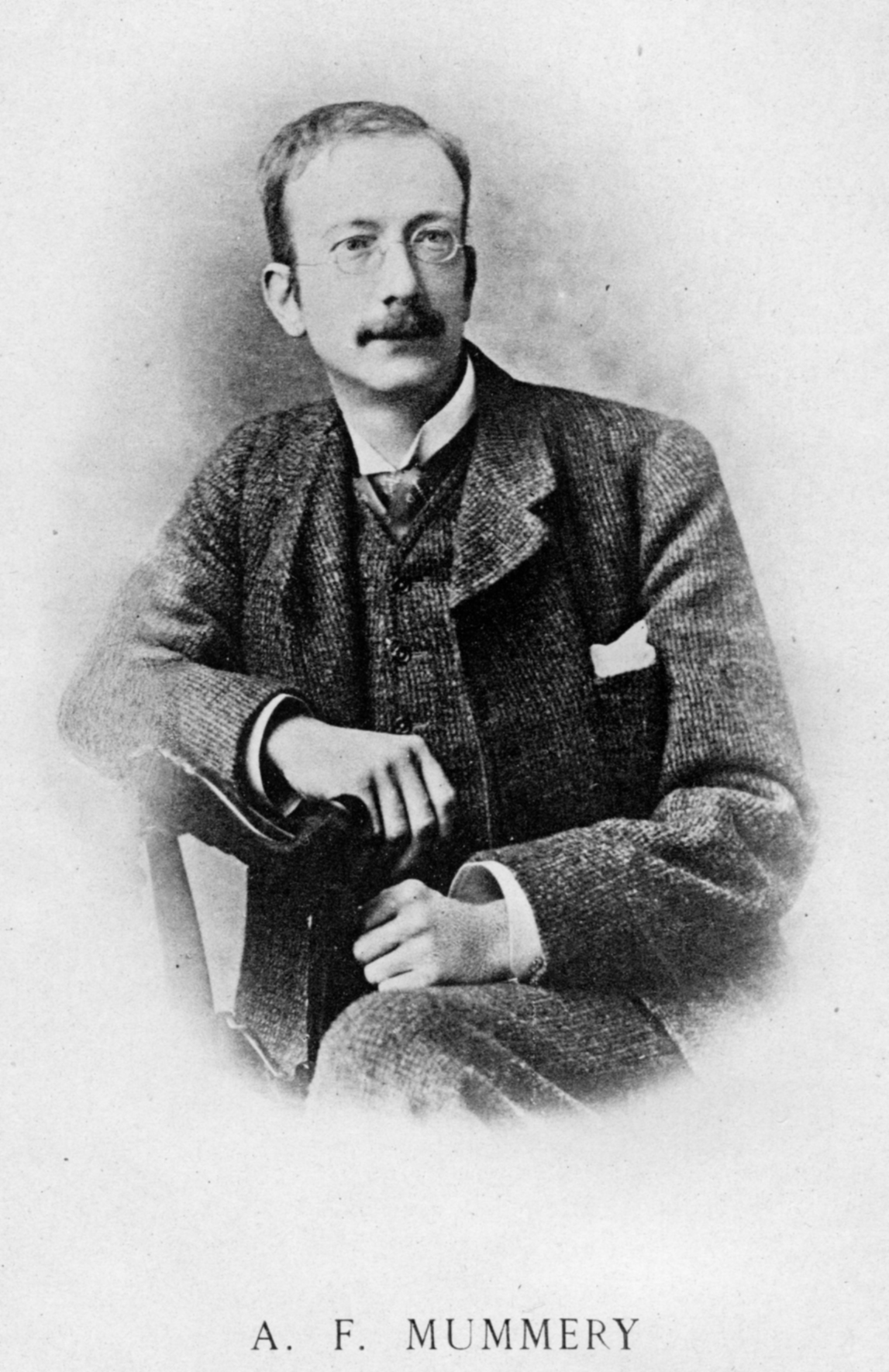
アルバート・フレデリック・ママリー

アルバート・フレデリック・ママリー（Albert Frederick Mummery 1855年9月10日 - 1895年8月24日?）は、イギリスの登山家である。アルプス銀の時代を代表するスターとして知られる。
1855年9月10日イギリスのケント州ドーバーに産まれた。兄弟と製革業に従事しつつ、経済学の研究生活をしこの分野で著作も出している。強度の近視で体躯も決して頑強ではなかったが、1871年ブルイユからツェルマットへテオドール峠を越えた時にアルプスに魅せられて登山家になり、1879年マッターホルンのツムット稜初登攀に成功して名声を得た。その後コル・ド・リオン初登攀、グレポン初登頂などで名声を高め、1888年コーカサスに遠征してディフタウに初登頂した。
1888年に英国山岳会会員に推挙されたが、この頃入会は至難であり、推薦委員会で反対の黒球が1割あれば推薦されず、保守派登山家から誤解や偏見を受けていたママリーは一度拒否された。1892年以後はガイドレス登山に変わり1893年ルカン針峰初登頂、1894年モンブランのブレンバ稜ガイドレス初登攀などを成し遂げた。
1895年ナンガ・パルバットの登頂を目指すが8月24日を最後に消息を絶った。

## 山道具への貢献
現在定着している、クライミングロープを結び合う人数は2人であるが、これを誰よりも早く主張したのがママリーであった。また当時としては軽量だったママリー・テントを考案した。